# Lokve-Sunger-Fužine
Lokve-Sunger-Fužine este o arie protejată (sit de importanță comunitară — SCI) din Croația întinsă pe o suprafață de 11.504 ha, integral pe uscat.

## Localizare
Centrul sitului Lokve-Sunger-Fužine este situat la coordonatele 45°20′50″N 14°43′18″E / 45.347354°N 14.721546°E.

## Înființare
Situl Lokve-Sunger-Fužine a fost declarat sit de importanță comunitară în iulie 2013 pentru a proteja 1 specie de plante și 5 specii de animale.

## Biodiversitate
Situată în ecoregiunea alpină, aria protejată conține 4 habitate naturale: Ape stătătoare oligotrofe până la mezotrofe, cu vegetație de Littorelletea uniflorae și/sau de Isoëto-Nanojuncetea, Ape puternic oligomezotrofe cu vegetație bentonică cu Chara spp., Peșteri inaccesibile publicului, Pajiști uscate europene.
La baza desemnării sitului se află mai multe specii protejate:
- plante (1): Eleocharis carniolica
- amfibieni (2): izvoraș-cu-burta-galbenă (Bombina variegata), Triturus carnifex
- nevertebrate (3): fluturele auriu (Euphydryas aurinia), Leptodirus hochenwartii, fluturele purpuriu (Lycaena dispar)

Pe lângă speciile protejate, pe teritoriul sitului au mai fost identificate 7 specii de plante, 1 specie de mamifere.